# Myrne (rejon kupiański)
Myrne (ukr. Мирне), do 2024 Perwomajśke (ukr. Первомайське) – wieś na Ukrainie, w obwodzie charkowskim, w rejonie kupiańskim. W 2001 liczyła 387 mieszkańców, spośród których 350 posługiwało się językiem ukraińskim, 34 rosyjskim, 2 mołdawskim, a 1 białoruskim.